# Nardodipace
Nardodipace é uma comuna italiana da região da Calábria, província de Vibo Valentia, com cerca de 1.477 habitantes. Estende-se por uma área de 32 km², tendo uma densidade populacional de 46 hab/km². Faz fronteira com Caulonia (RC), Fabrizia, Martone (RC), Mongiana, Pazzano (RC), Roccella Ionica (RC), Stilo (RC).

## Demografia
| Variação demográfica do município entre 1861 e 2011                               |
|                                                                                   |
| Fonte: Istituto Nazionale di Statistica (ISTAT) - Elaboração gráfica da Wikipedia |